# Sharjah

Sarja (en árabe: الشارقة al-Shariqa) es uno de los siete emiratos que integran desde 1971 los Emiratos Árabes Unidos. Su capital es la ciudad de Sarja.
Históricamente, fue una de las poblaciones más ricas de la región, establecida en asentamientos de más de 5000 años de antigüedad. Es gobernada por el jeque Sultan al-Qasimi.[cita requerida]
En esta ciudad, se encuentra la Iglesia de San Felipe, la iglesia ortodoxa rusa más grande del país.[cita requerida]

## Historia
Los asentamientos humanos en el área hoy ocupada por el emirato de Sharjah han existido durante más de 120.000 años, con hallazgos significativos hechos de hachas tempranas y herramientas de piedra, así como implementos de la Edad del Cobre y el Hierro en Al Dhaid, Al Thuqeibah, Mileiha, Tell Abraq, Muwailah, Al Madam y Jebel Faya. Los hallazgos arqueológicos en el área de Mleiha apuntan a la existencia humana consistente con la propagación de la humanidad desde África al mundo en general.
Históricamente, el emirato de Sharjah fue una de las ciudades más ricas de la región. Alrededor de 1727, el clan Al Qasimi tomó el control del emirato y la declaró organización independiente. La primera de la larga serie de escaramuzas marítimas entre el Al Qasimi y buques británicos se dio en 1797, cuando la nave de bandera británica, el Bassein, fue capturada y liberada 2 días después. El crucero Viper fue posteriormente atacado frente a Bushire. El líder Saqr bin Rashid Al Qasimi, protestó por la inocencia en ambos casos.
Un período de gran inestabilidad siguió a lo largo de la actual costa del golfo Pérsico de Emiratos Árabes, con una serie de acciones entre buques británicos y Al Qasimi junto con varios cambios de liderazgo y lealtades entre los emires gobernantes de Ras al-Khaimah, Ajmán y Sharjah con el jeque Sultan bin Saqr Al Qasimi reclamando soberanía sobre ''todos los puertos de Joasmee'' en 1823, un reclamo reconocido por los británicos en ese momento.
El 8 de enero de 1820, el Jeque Sultán bin Saqr Al Qasimi firmó el Tratado Marítimo General con Gran Bretaña, aceptando el estatus de protectorado para resistir la dominación otomana. Tras la expiración de un nuevo tratado de 10 años en 1843, el 4 de mayo de 1853, Sharjah, junto con otros jeques sobre lo que entonces se conocía como ''Costa Arábiga'', firmó el Tratado de Paz Perpetuo, que dio origen al nombre colectivo a los Estados de la Tregua, ubicados a los emiratos de la costa.
En 1829 el viajero inglés James Silk Buckingham describió a Sharjah así: "En el transcurso de la noche, pasamos el puerto de Sharjee, en la costa árabe, que no es una isla, como establece el mapa de Niebuhr, el único en el que se inserta; sino una pequeña ciudad, en playa arenosa, de entre 500 y 700 habitantes situada en la latitud 25° 34 'norte, y se encuentra a 11 leguas al suroeste de una pequeña isla, cerca de la costa, llamada Jeziret-el-Hamra, y 3 leguas al sudoeste de Sharjee se encuentra Aboo Hayle".
Al igual que 4 de sus vecinos (Ajmán, Dubái, Ras al-Khaimah y Umm al-Qaywayn), su posición en la ruta a la India lo hizo lo suficientemente importante como para ser reconocido como estado de saludo. A inicios del siglo XX, Sharjah se extendió tierra adentro hasta el área hoy llamada Wasit Suburb, entre la ciudad y Dhaid, bajo el control de las tribus del interior. Con unos 15.000 habitantes, Sharjah tenía unas 4 o 5 tiendas en Layyah y un bazar de unas 200 tiendas en Sharjah propiamente dicha.

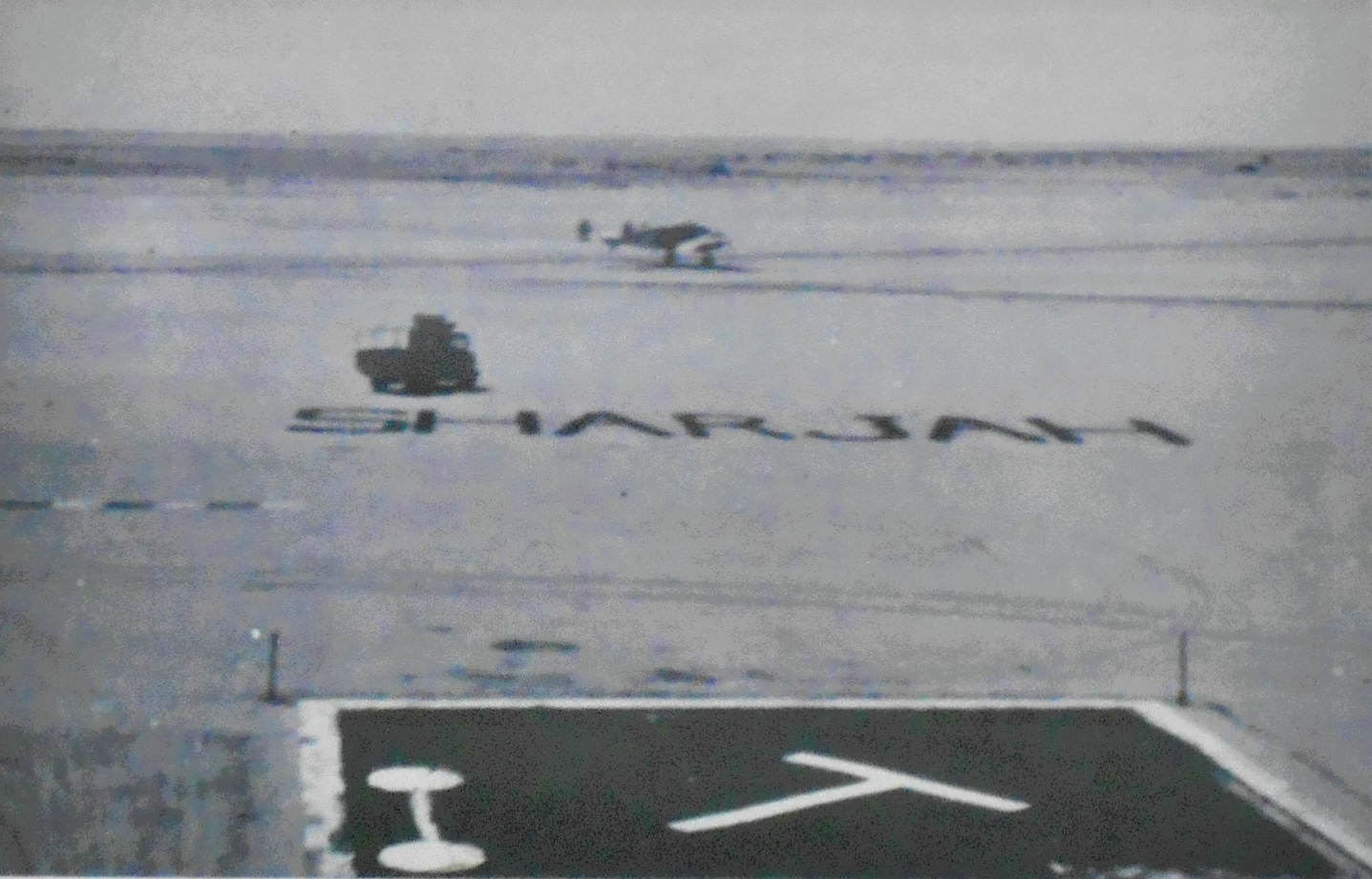
Antigua pista de aterrizaje del aeropuerto Al Mahatta, hoy museo.

A lo largo del siglo XIX y principios del XX, Sharjah fue un importante puerto de pesca de perlas. Una encuesta marina británica de 1830 encontró ''trescientos o cuatrocientos barcos'' pescando en la temporada, lo que le valió al gobernante 100.000 dólares Maria Theresa. En 1932, Imperial Airways estableció un servicio aéreo regular a través de Sharjah, que era una parada nocturna en la ruta del Imperio Británico Oriental. Al Mahatta Fort fue construido para albergar a los huéspedes de la aerolínea.

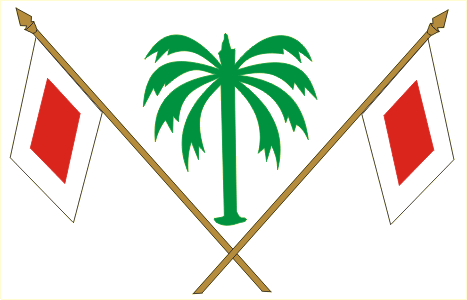
Escudo de Sharjah hasta 1975, cuando se cambió el diseño, incluyendo banderas Federales en vez de la bandera del emirato.

Durante la Segunda Guerra Mundial, la propaganda nazi se infiltró en Sharjah, con fuertes transmisiones de discursos a favor de Hitler procedentes del palacio del jeque durante 1940, según informes de inteligencia británicos. Abdullah bin Faris, secretario del jeque y responsable de las transmisiones fue confrontado por los británicos y escribió una carta reiterando apoyo a los británicos; el incidente se resolvió luego de que el jeque y bin Faris dejaron de transmitir propaganda y duplicaron su apoyo a los británicos.
El 2 de diciembre de 1971, el jeque Khalid bin Mohammed Al Qasimi unió a Sharjah en Emiratos Árabes Unidos. Sin embargo, el 24 de enero de 1972, el ex emir Sheikh Saqr dio un golpe de izquierda. Habiendo depuesto previamente a Saqr, Khalid había ordenado la demolición del fuerte de Sharjah para expiar la memoria de Saqr. Saqr tomó el palacio de Khalid, manteniéndolo dentro y en la confusión que siguió, Khalid fue asesinado. Saqr fue arrestado y el hermano de Khalid, Sultan, llegó al poder.

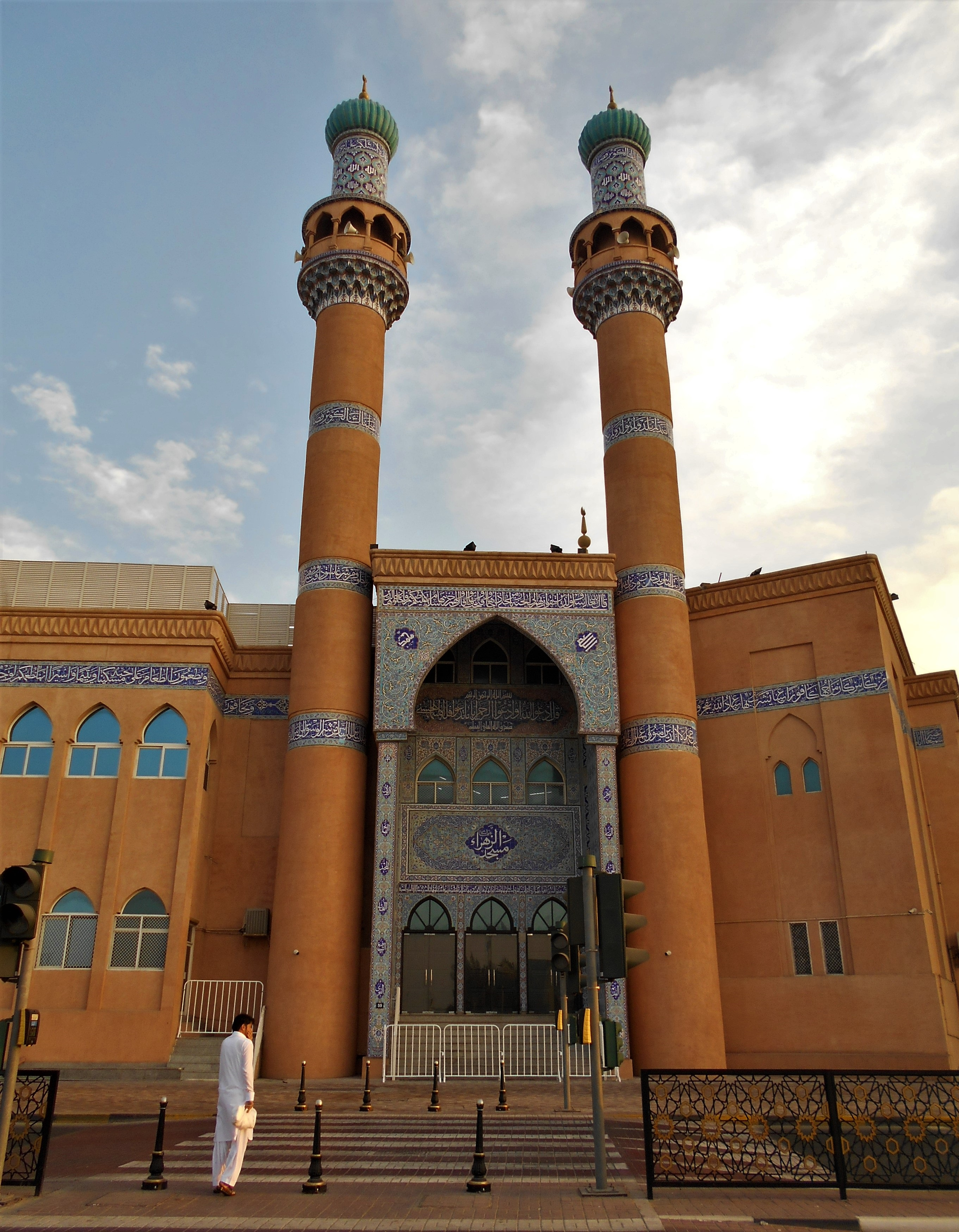
Mezquita de Al Zahra´a, ubicada sobre la Corniche (costanera) de Sharjah.

En 1987, el hermano de Sultan, Abdulaziz, dio un golpe de Estado mientras Sultan estaba en el extranjero. La enorme deuda estatal se declaró como la razón. El presidente de Emiratos Árabes Unidos, el jeque Zayed bin Sultan Al Nahyan, denunció con vehemencia el golpe y se llegó a un acuerdo para que Sultan fuera restaurado, mientras que Abdulaziz se convertiría en el gobernante adjunto. Sultan bin Muhammad Al-Qasimi, sin embargo, despidió a Abdulaziz con bastante rapidez.
El emir de Sharjah Sultan bin Muhammad Al-Qasimi, comúnmente conocido como Jeque Sultan III (nacido el 2 de julio de 1939), es el soberano del Emirato de Sharjah y es miembro del Consejo Federal Supremo de Emiratos Árabes: también es historiador y ha publicado varias obras teatrales y literarias. Se graduó en Licenciatura en Ciencias en Ingeniería Agrícola en la Universidad de El Cairo y completó doctorados en Historia (Universidad de Exeter) y en Geografía Política del Golfo (Universidad de Durham).
En 1999, el Príncipe Heredero Mohamed bin Sultan bin Mohamed al Qasimi (hijo mayor del jeque Sultan bin Muhammad Al-Qasimi) murió a los 24 años mientras estaba de vacaciones en el palacete familiar de East Grinstead (localidad inglesa ubicada en el condado de Sussex Occidental), su cadáver fue encontrado por un escolta en el baño, rodeado de jeringuillas y una corbata anudada a uno de los brazos. El nuevo Príncipe Heredero fue nombrado de una rama remota de la familia.
En 2019, el Príncipe Heredero Jalid bin Sultan al Qasimi (hijo de Sultan) murió tras una larga noche de orgías y drogas, mientras estaba en su palacio en Inglaterra; tenía su propia firma de moda (sus propuestas introducían elementos árabes en la alta costura; presumía de haber vestido a Lady Gaga, Florence Welch y Cheryl Cole) y estaba presentando su colección en la Semana de la Moda de Londres. El nuevo Príncipe Heredero fue nombrado de una rama remota de la familia.
El legado de Sharjah -gobernado desde 1972 por Sultan bin Mohamed al Qasimi,- está en manos de Sultan Bin Mohamed bin Sultan, hermano de la segunda esposa del emir. Fue la decisión adoptada por el actual gobernante -un premiado historiador que ha sido profesor visitante en universidades árabes y europeas- tras la muerte de Mohamed. Los Qasimi, que gobiernan el emirato de Sharjah desde 1747, también reinan en el emirato de Ras al- Khaimah.

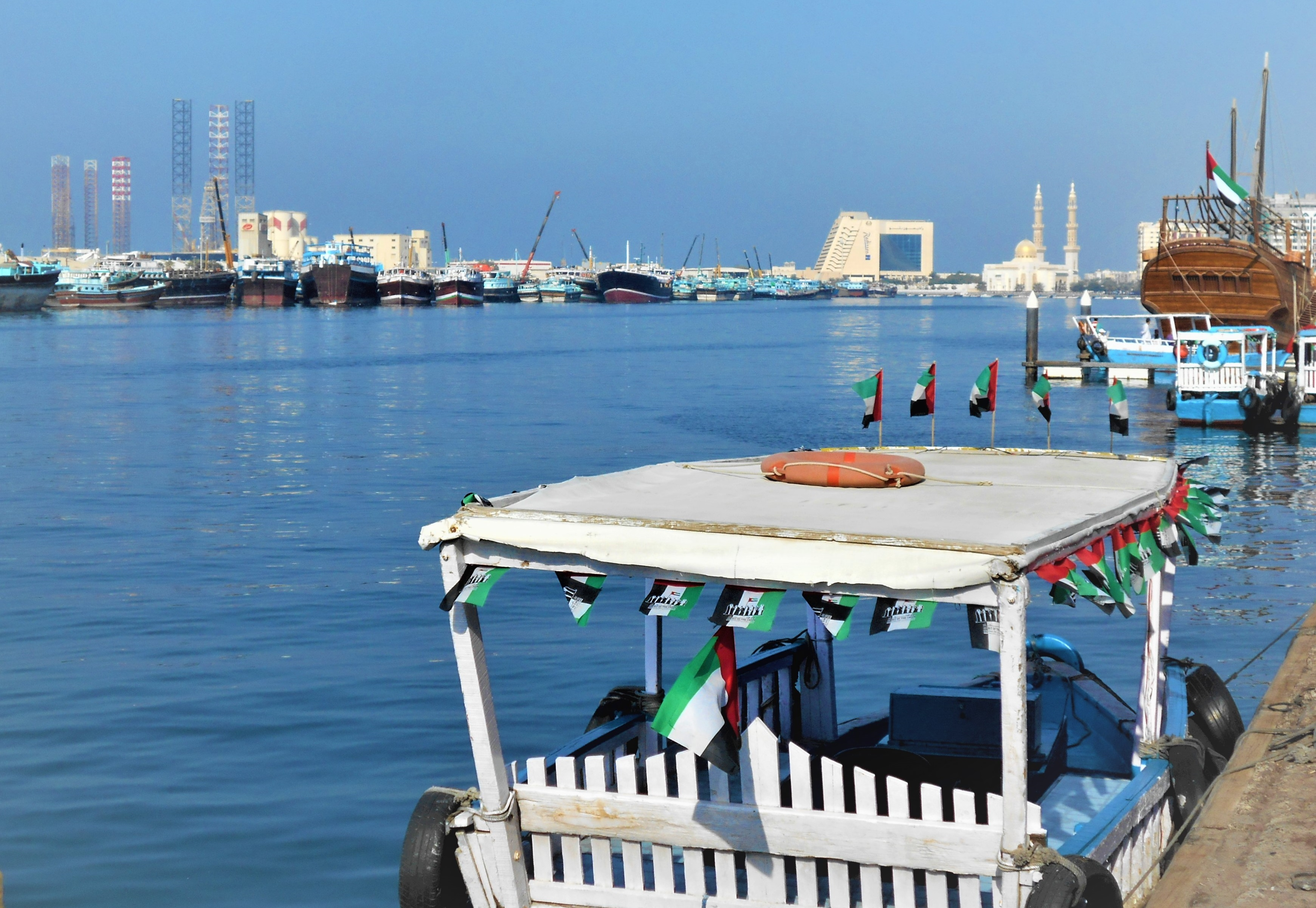
Corniche (costanera) de Sharjah.

## Geografía
Sharjah es el tercer emirato más grande de los Emiratos Árabes Unidos, y es el único que tiene tierras tanto en el Golfo Pérsico como en el Golfo de Omán. El emirato abarca 2.590 kilómetros cuadrados (1000 millas cuadradas), lo que equivale al 3,3 por ciento del área total de los Emiratos Árabes Unidos, excluidas las islas. Tiene una población de más de 800,000 (2008).
Se extiende por 16 km de la costa del golfo Pérsico de los Emiratos Árabes Unidos, y por más de 80 km hacia el interior.

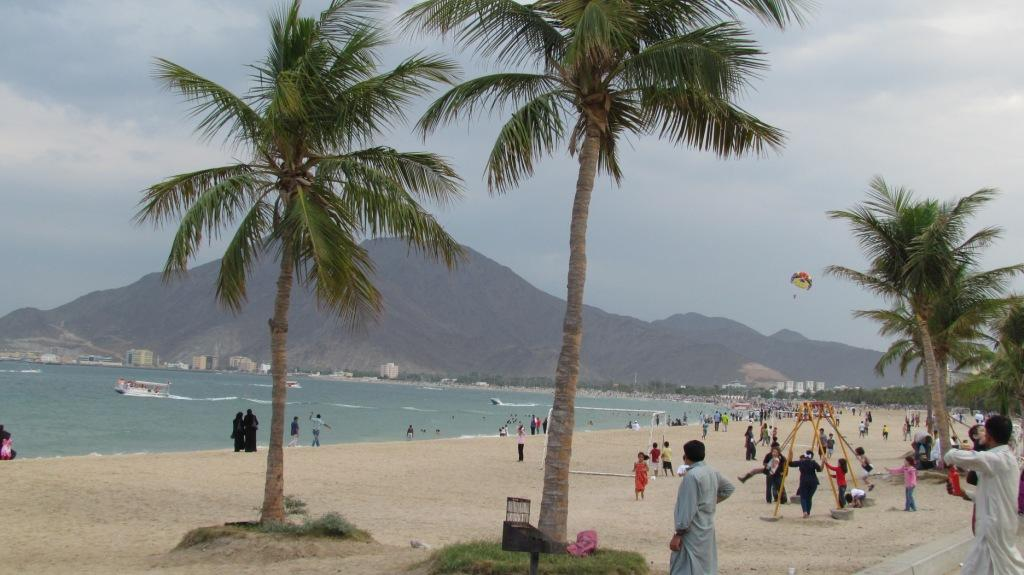
Playas de Khor Fakkan al este del Emirato

La ciudad se encuentra a unos 170 kilómetros de la capital de los Emiratos Árabes Unidos, Abu Dhabi.
Sharjah también abarca algunas áreas de oasis importantes, la más famosa de las cuales es la fértil región de Dhaid, donde se cultiva una variedad de verduras y frutas.
En la costa este del emirato de Sharjah, bañada por el golfo de Omán, esta Khor Fakkan, donde se encuentran los mejores sitios de buceo de todo Emiratos Árabes, con buceo recreativo en un cementerio de barcos hundidos y naufragios de hasta 32 metros de profundidad, además de la posibilidad de practicar snorkel en un arrecife de coral con múltiples y variadas especies de peces. También, para los que practican snorkel hay lugares como Snoopy Island, Dibba Island y Martini Rock en el emirato de Sharjah.

## Enclaves

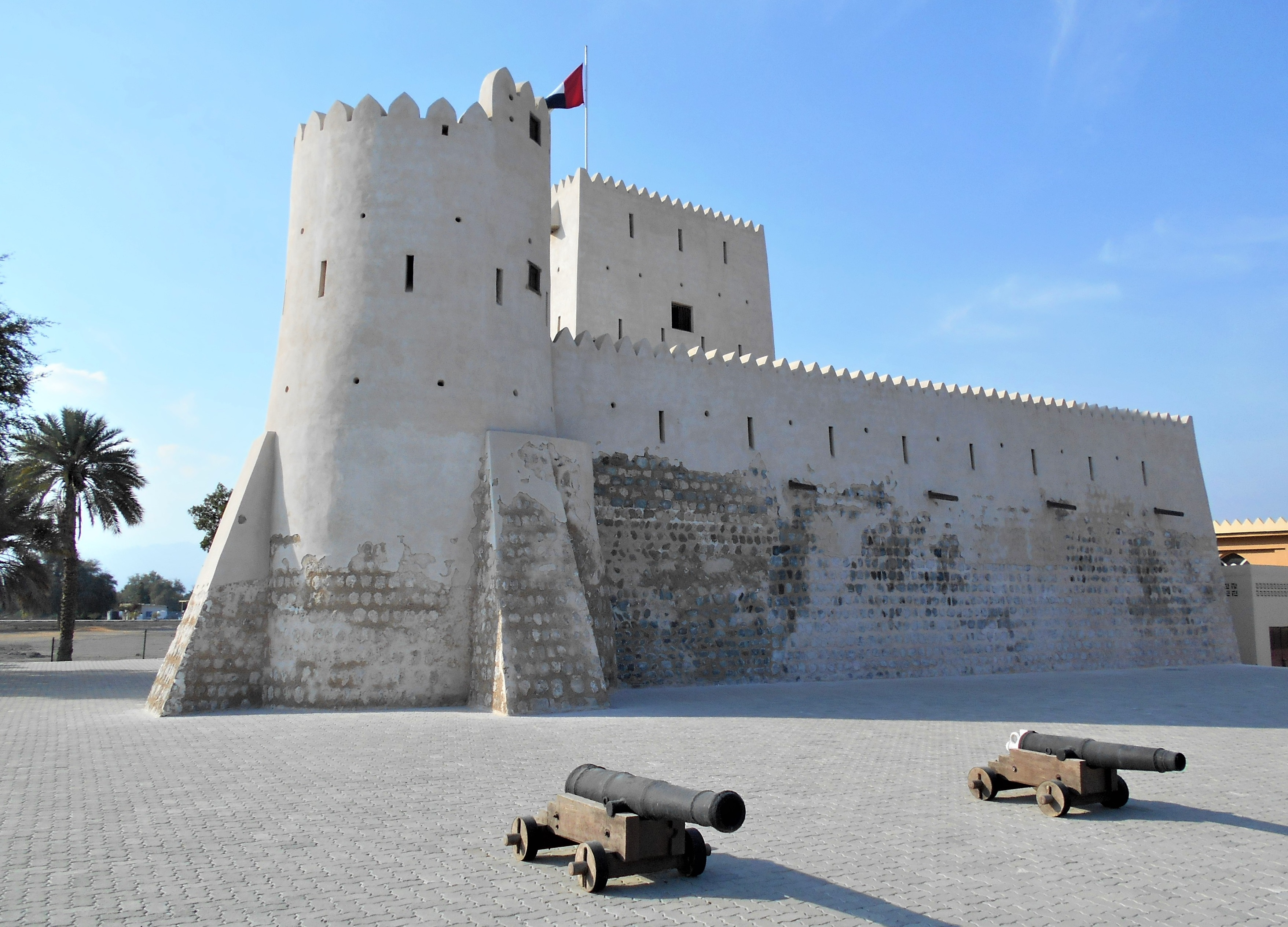
Fuerte de Kalbāʾ, en uno de los enclaves del emirato de Sharjah, sobre el océano Índico.

Además del territorio principal, hay tres enclaves de Sharjah en la costa oriental, frente al Golfo de Omán. Estos son Kalbāʾ, Khor Fakkan y Dibba al-Hush. El emirato tiene un área total de 2,590 km², lo cual equivale al 3.3 por ciento del territorio de los Emiratos Árabes Unidos, excluyendo las islas.
Sharjah contiene el enclave omaní de Madha, dentro del cual se encuentra a su vez un exclave de los EAU, llamado Nahwa.

## Leyes de Decencia
Sharjah es el único emirato en los EAU en el que está prohibida la venta de alcohol, aunque su consumo en el propio hogar es permisible si se posee una licencia de alcohol válida (así como para el transporte de alcohol entre el lugar de venta y el hogar). El único lugar donde se levanta esta prohibición es en el club deportivo exclusivo para miembros, Sharjah Wanderers. Sharjah también mantiene las leyes de decencia más estrictas en los EAU, introducidas desde 2001, con un código de vestimenta conservador requerido tanto para hombres como para mujeres. Mezclarse entre hombres y mujeres solteros es ilegal: "Un hombre y una mujer que no están en una relación legalmente aceptable no deberían estar juntos y solos en lugares públicos, ni en tiempos o circunstancias sospechosas", según un folleto publicado por el municipio desde 2001.
Nombramientos

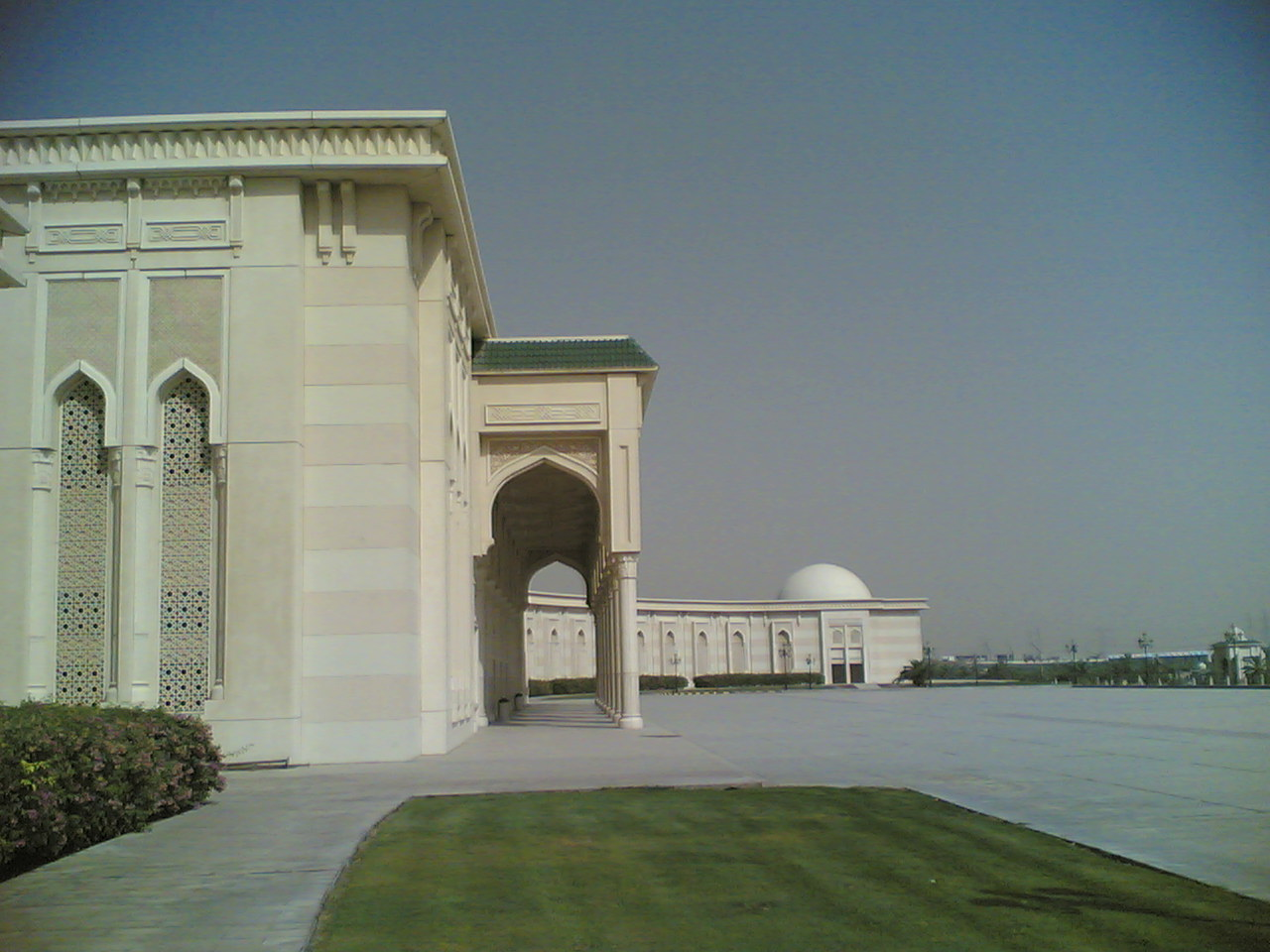
Biblioteca de Sharjah.

Sharjah es considerada como la capital cultural de los Emiratos Árabes Unidos, destacándose por su gran cantidad de museos (tiene un total de 16) y siendo nombrada Capital Cultural del Mundo Árabe por la UNESCO en 1998, Capital de la Cultura Islámica en 2014 y Capital Mundial del Libro para 2019 por la UNESCO. La edición 2016 de QS Best Student Cities clasificó a Sharjah como la 68.ª mejor ciudad del mundo para ser estudiante universitario.

| Predecesor: Atenas | Capital mundial del libro 2019 | Sucesor: Kuala Lumpur |